# Kōtoku Tennō
Kōtoku Tennō (孝徳天皇?) (22 de abril de 596-24 de noviembre de 654) fue el 36º emperador de Japón, según el orden tradicional de sucesión. Reinó entre 645 y 654. Antes de ser ascendido al Trono de Crisantemo, su nombre personal (imina) era Príncipe Imperial Karu (Karu-shinnō), también conocido como Ame-Yorozu Toyo-hi.

## Genealogía
Fue descendiente de Bidatsu Tennō, e hijo del Príncipe Chinu y de la Princesa Kibihime. La Emperatriz Kōgyoku fue su hermana mayor de parte de ambos padres. El Príncipe Chinu fue hijo del Príncipe Oshisaka-hikohito-no-Ōe, cuyo padre fue el Emperador Bidatsu.
Tuvo tres consortes, incluyendo su Emperatriz, la Princesa Hashihito (Hashihito no Himemiko), hija de Jomei Tennō y su hermana la Emperatriz Kōgyoku.
- Abe no Otarashi-hime, hija de Abe no Kurahashi-maro

- Príncipe Arima (640 – 658)

- Saga no Chi-no-iratsume, hija de Soga no Kura-no-Yamada no Ishikawa-no-maro

## Biografía
Ascendió al trono en 645, dos días después de que el Príncipe Naka no Ōe (futuro Emperador Tenji) asesinara a Soga no Iruka, en la corte de la Emperatriz Kōgyoku. La emperatriz pensó en abdicar el trono a favor de su hijo y príncipe de la corona, el Príncipe Naka no Ōe, pero por pedido de éste decidió que el Príncipe Karu fuese ascendido al trono. Así toma el nombre de Emperador Kōtoku a la edad de 49 años.
Según el Nihonshoki, fue una persona gentil y apoyaba el budismo.
En 645, creó una nueva ciudad llamado Naniwa (hoy día conocida como Osaka), y trasladó la capital desde la provincia de Yamato hacia esa nueva ciudad. La nueva capital tenía un puerto marítimo y era apto para el comercio exterior y actividades diplomáticas. También en ese mismo año promulgó la Reforma Taika. Estableció el sistema hasshō kyakkan (ocho ministerios y cien cargos).
En 653, el emperador envío una misión diplomática a la dinastía Tang, pero no todos los barcos llegan a China debido a un naufragio.
Durante el reinado del Emperador Kōtoku, el Príncipe Naka no Ōe fue el líder de facto del gobierno. En 653, propuso trasladar nuevamente la capital a la provincia de Yamato, pero el emperador se negó. El príncipe ignoró la orden y trasladó la capital, en dicha acción muchos cortesanos y leales en la corte, incluyendo la Emperatriz Hashihito lo siguieron. El emperador fue abandonado en el palacio de Naniwa y falleció al año siguiente a causa de una enfermedad. 
Tras su muerte, el Príncipe Naka no Ōe no quiso ascender al trono, y pidió a su madre, la antigua Emperatriz Kōgyoku que reascendiera al trono con el nombre de Emperatriz Saimei.

## Kugyō
Kugyō (公卿) es el término colectivo para los personajes más poderosos y directamente ligados al servicio del emperador del Japón anterior a la restauración Meiji. Eran cortesanos hereditarios cuya experiencia y prestigio les había llevado a lo más alto del escalafón cortesano.
- Sadaijin: Abe no Kurahashi-maro[5]
- Sadaijin: Kose Toko no Ō-omi[5]
- Udaijin: Soga no Kura-no-Yamada no Ishikawa-no-maro[5]
- Udaijin: Ōtomo Nagatoko no Muraji[6]
- Nadaijin: Nakatomi Kamako no Muraji[6]
- Dainagon:

## Eras
- Taika (645 – 650)
- Hakuchi (650 – 655)